# Oleksandrija

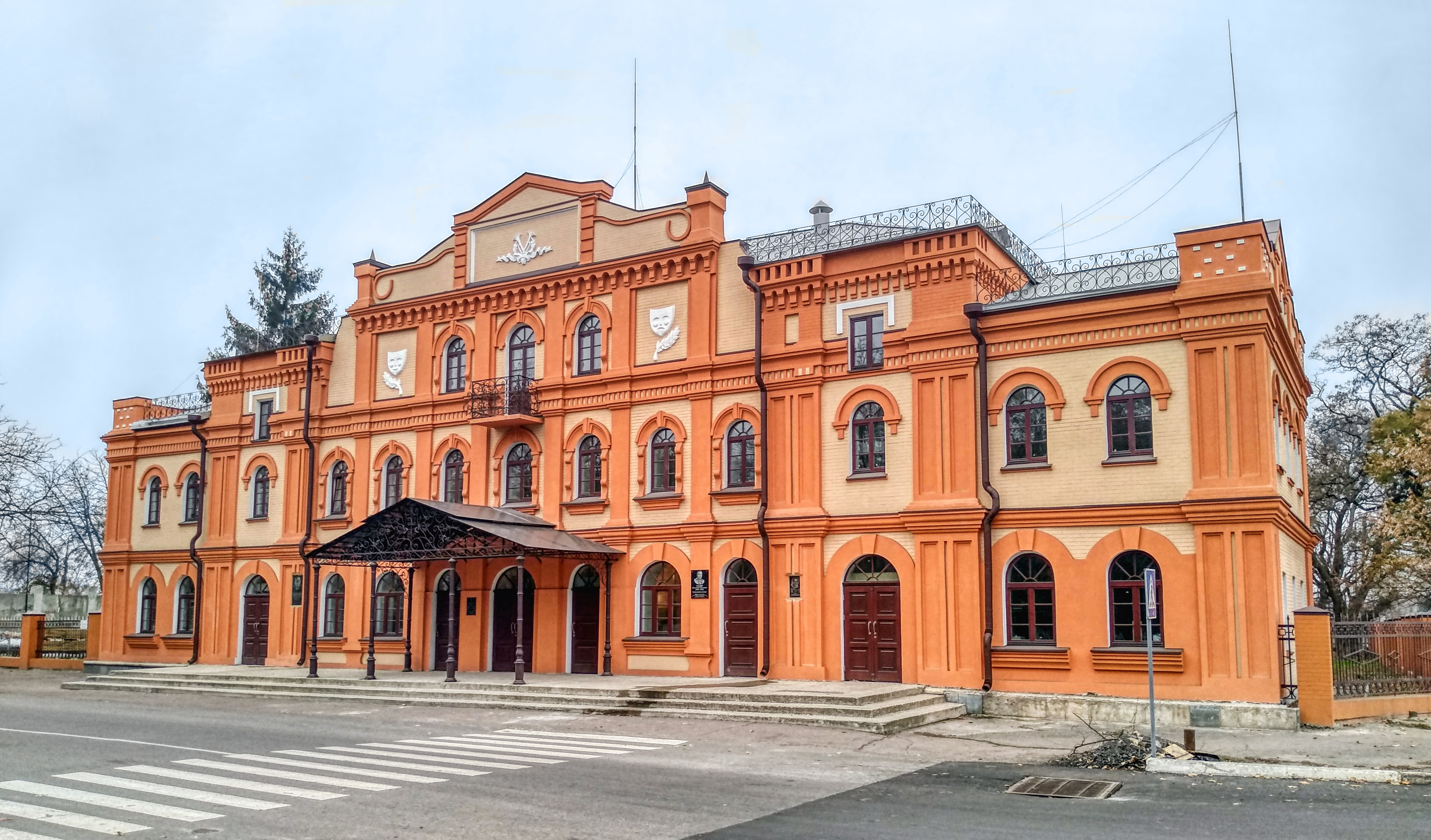
Stadttheater

Oleksandrija (ukrainisch Олександрія  [oleksɐnˈdrijɐ]; russisch Александрия Alexandrija) ist eine Stadt in der Oblast Kirowohrad in der zentralen Ukraine und Verwaltungssitz des Rajon Oleksandrija mit 82.000 (2015) Einwohnern.

## Geographie und Klima

### Geographische Lage
Oleksandrija ist ein wichtiger Verkehrsknotenpunkt in der Oblast Kirowohrad in der historischen Region des „Wilden Feldes“ am Ufer des Inhulez, einem Nebenfluss des Dnepr, und der Beresiwka, die hier in den Inhulez mündet.

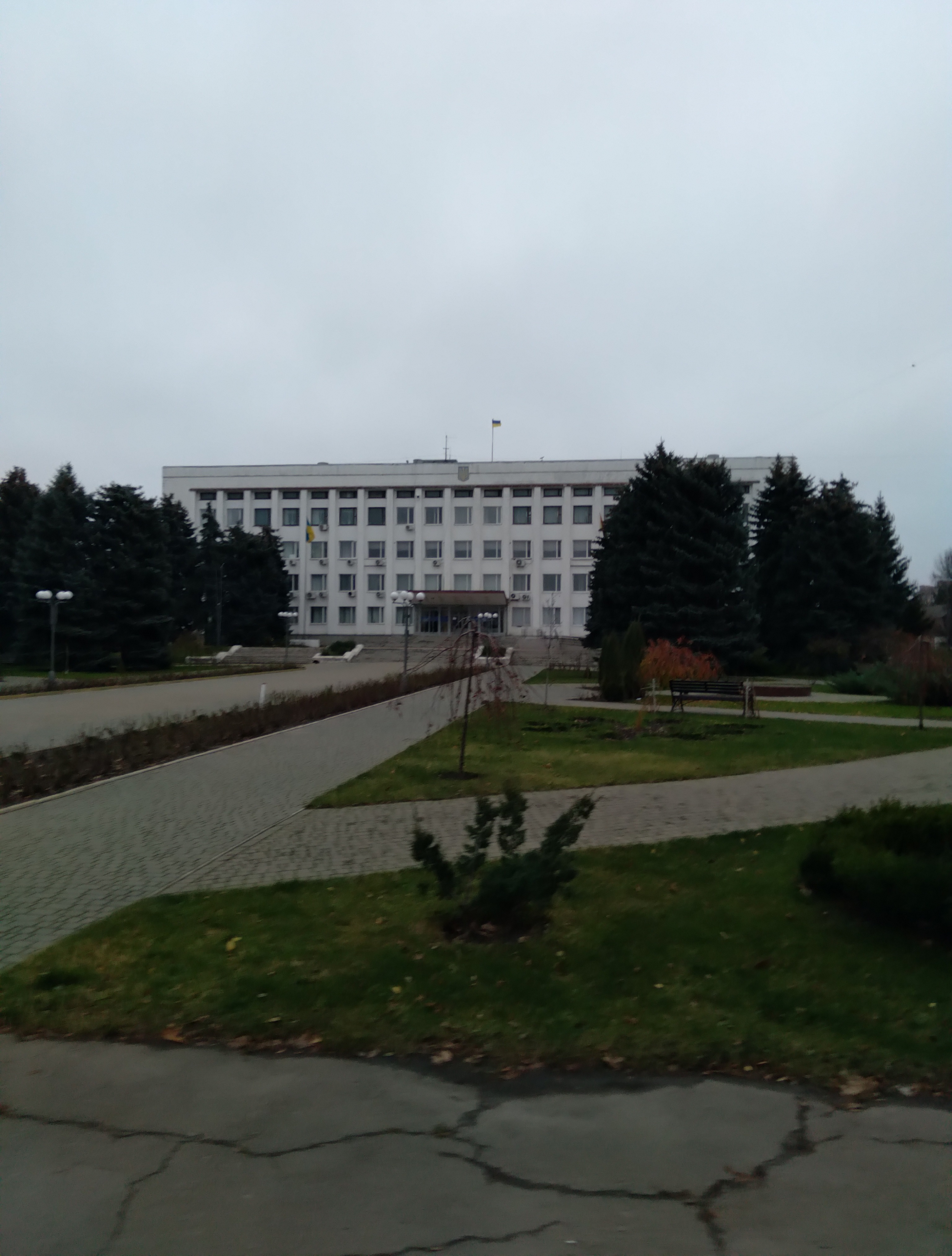
Stadtrat

Die Stadt liegt an der Fernstraße M 04 einer Teilstrecke der E 50 sowie an der Fernstraße M 22, die nach Poltawa führt. Außerdem hat die Stadt einen Bahnhof an der Bahnstrecke von Kiew nach Dnipro.
Die Entfernung nach Kropywnyzkyj, der Hauptstadt der Oblast, beträgt 75 km, nach Schowti Wody 61 km, Switlowodsk liegt in 64 km Entfernung und nach Kiew sind es 323 km.

### Verwaltungsgliederung
Am 12. Juni 2020 wurde die Stadt zum Zentrum der neugegründeten Stadtgemeinde Oleksandrija (Олександрійська міська громада/Oleksandrijska miska hromada). Zu dieser zählen die Siedlung städtischen Typs Oleksandrijske und 12 in der untenstehenden Tabelle aufgelisteten Dörfer, bis dahin bildete sie zusammen mit den Siedlungen städtischen Typs Oleksandrijske und Pantajiwka (bis 2019) sowie den Dörfern Holowkiwske, Marto-Iwaniwka, Oleksandro-Stepaniwka und Swenyhorodka die gleichnamige Stadtratsgemeinde Oleksandrija (Олександрійська міська рада/Oleksandrijska miska rada) unter Oblastverwaltung im Zentrum des ihn umgebenden Rajons Oleksandrija.
Am 17. Juli 2020 kam es im Zuge einer großen Rajonsreform zum Anschluss des Rajonsgebietes an den Rajon Oleksandrija.
Folgende Orte sind neben dem Hauptort Oleksandrija Teil der Gemeinde:
| Name                     | Name                  | Name                                          |
| ukrainisch transkribiert | ukrainisch            | russisch                                      |
| ------------------------ | --------------------- | --------------------------------------------- |
| Hajok                    | Гайок                 | Гаёк (Gajok)                                  |
| Holowkiwka               | Головківка            | Головковка (Golowkowka)                       |
| Holowkiwske              | Головківське          | Головковское (Golowkowskoje)                  |
| Ismajliwka               | Ізмайлівка            | Измайловка (Ismailowka)                       |
| Iwaniwka                 | Іванівка              | Ивановка (Iwanowka)                           |
| Koroliwka                | Королівка             | Королёвка (Koroljowka)                        |
| Marto-Iwaniwka           | Марто-Іванівка        | Марто-Ивановка (Marto-Iwanowka)               |
| Oleksandrijske           | Олександрійське       | Александрийское (Alexandrijskoje)             |
| Oleksandro-Stepaniwka    | Олександро-Степанівка | Александро-Степановка (Aleksandro-Stepanowka) |
| Pischtschanyj Brid       | Піщаний Брід          | Песчаный Брод (Pestschany Brod)               |
| Pustelnykowe             | Пустельникове         | Пустельниково (Pustelnikowo)                  |
| Swenyhorodka             | Звенигородка          | Звенигородка (Swenigorodka)                   |
| Wydne                    | Видне                 | Видное (Widnoje)                              |

### Klima
Das Klima ist gemäßigt kontinental. Die Sommer sind lang und heiß, die Winter kurz. Die Niederschläge sind ungleich über das Jahr verteilt. Im Sommer fallen 336 mm, im Winter nur 177 mm Niederschlag.

## Geschichte
Im 16. und in der ersten Hälfte des 18. Jahrhunderts besaßen das Hetmanat und die Saporoger Sitsch die Ländereien der modernen Stadt und der umliegenden Gebiete. Die erste Erwähnung der Siedlung Usivka stammt aus dem Jahr 1746. Einer halblegendären Version zufolge wurde die Siedlung als Kosaken-Winterlager gegründet, das vom Saporoger Kosaken Wus gegründet wurde.

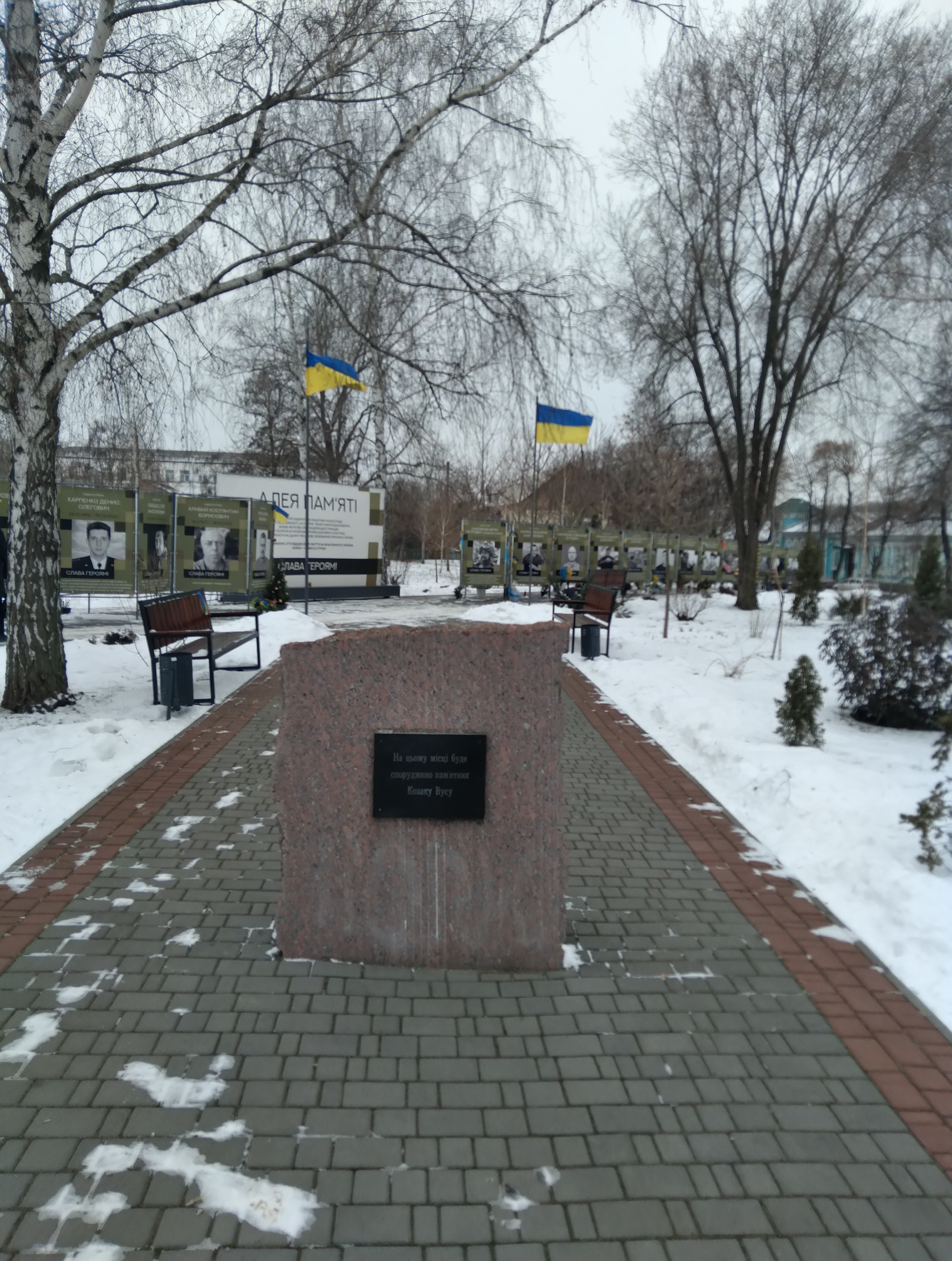
Der Park des Kosaken Wus – des Gründers der Stadt

Nach Angaben aus dem 18. Jahrhundert ließen sich in den frühen 1740er Jahren die Krementschuker Hundert Kosaken des Myrorod-Regiments „Grygory Usyk mit seinem Bruder Sydor, Pylyp Usyk und sein Bruder Kyrylo“ in der Stadt nieder. Obwohl sie nicht die ersten Siedler in diesen Gebieten waren.
Daher kann das Jahr 1739 als Gründungsdatum der Siedlung angesehen werden, als die Nachbarn von Mykhailo Ovramenko, einem Kosaken der Krementschuk-Hundert, Stepan Tereshchenko und Roman Kasyan, hier zu leben begannen.
Seit 1784 Alexandria zugeordnet. Später wurde der Name der Stadt in Alexandria geändert.
Im Jahr 1793 lebten hier 738 Menschen.

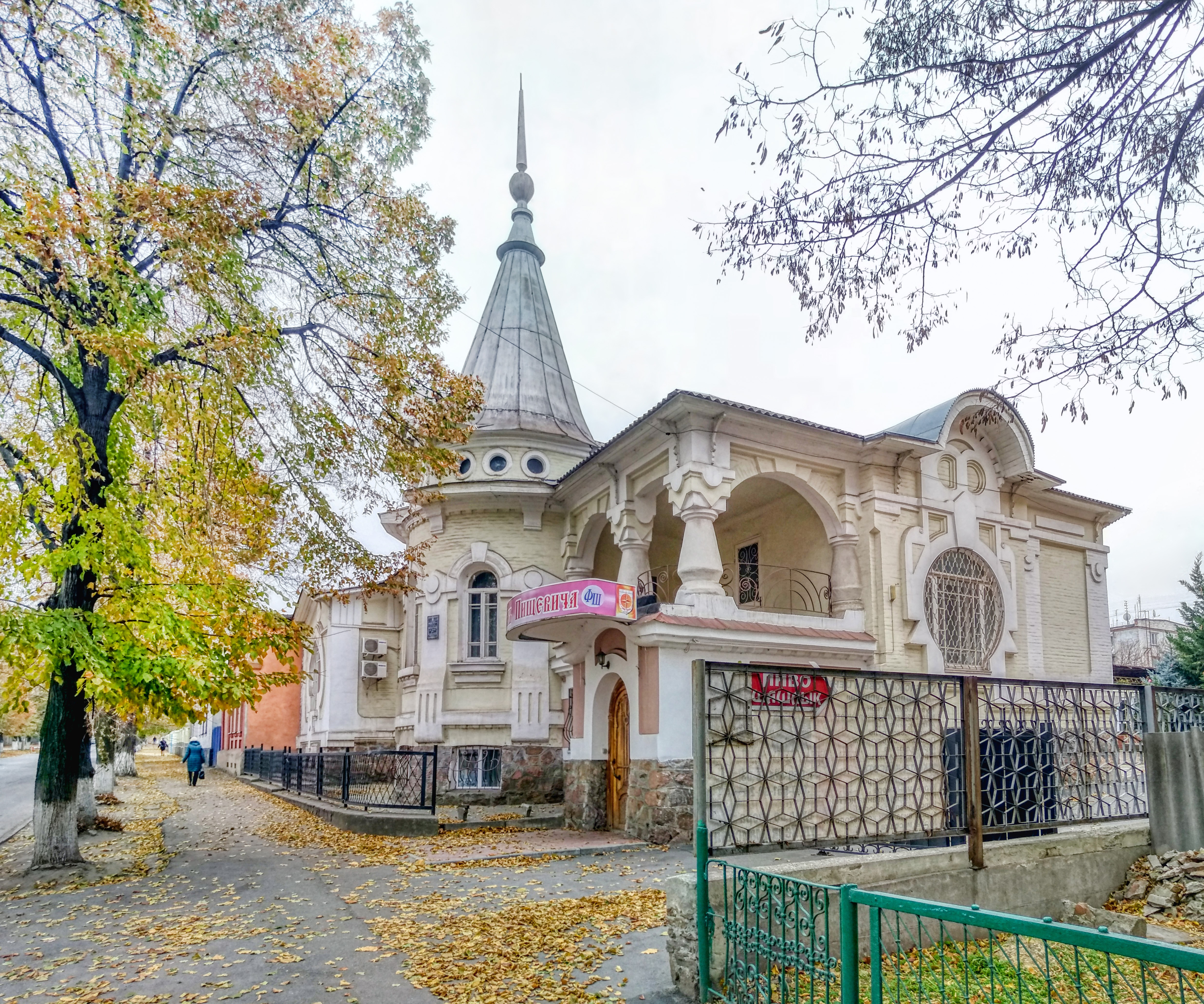
Pishchevychs Haus

Am 14. März 1806 wurde der Kreis Alexandria als Teil der Stadt Verwaltungszentrum der Ujesd Alexandrija im Gouvernement Cherson gegründet.
Im Jahr 1858 lebten in Alexandria 7800 Einwohner Zu Beginn des 20. Jahrhunderts lebten in Alexandria 14.007 Menschen.
Die Entwicklung von Handwerk und Handel und die Entstehung der Eisenbahn im Jahr 1869 hat dazu beigetragen, dass Alexandria zu einer kleinen Stadt heranwuchs.
Zu Beginn des 20. Jahrhunderts lebten in Olexandrija 14.007 Menschen.

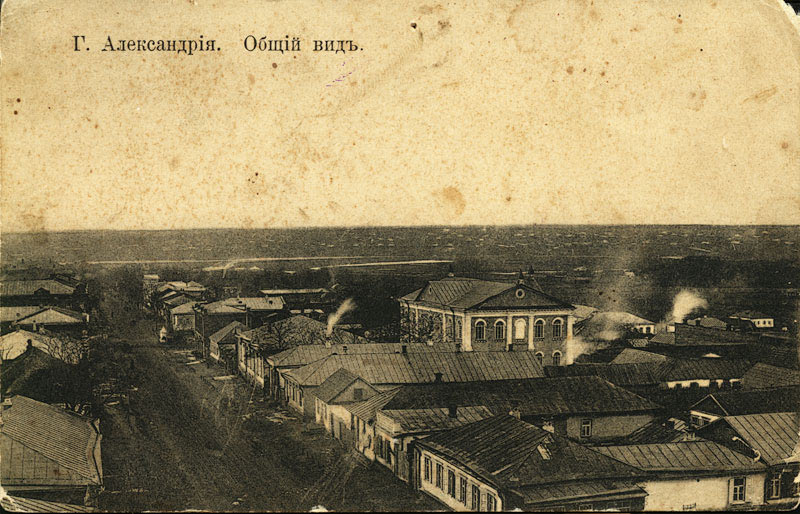
Panorama der Stadt, 1900

Während des Bürgerkrieges erschienen in Alexandria 1917 Abteilungen der Ukrainischen Freien Kosaken. Später wurde die Stadt von sowjetischen Truppen besetzt und die Stadt begann unter dem Roter Terror zu leiden. Im Mai 1919 kam es in Alexandria zu einem antibolschewistischen Aufstand unter der Führung von Ataman Nikifor Grigorjew. Am 23. Mai 1919 wurde der Aufstand von den Truppen der Roten Armee brutal niedergeschlagen.
Während der von den sowjetischen Behörden organisierten Großen Hungersnot von 1932–1933 starben mindestens 1.729 Einwohner der Stadt.

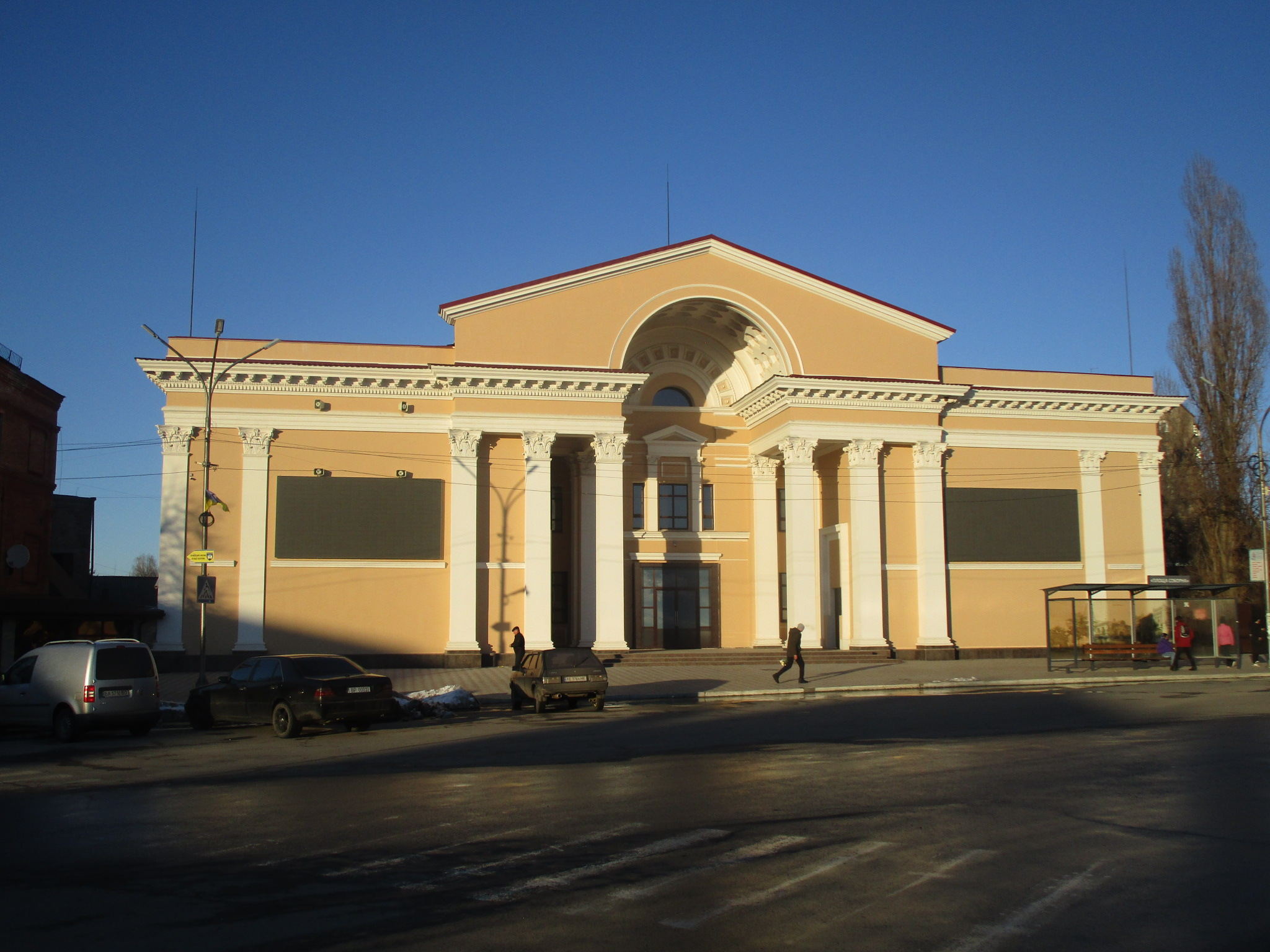
Kino Oktober

Während des Zweiten Weltkriegs besetzten die Nazis die Stadt am 6. August 1941. Während der Nazi-Besatzung richteten die Deutschen im Dezember 1941 ein Ghetto für die jüdischen Bewohner ein. Es waren etwa 700 Leute da. Im März 1942 liquidierten die Deutschen das Ghetto und erschossen die Juden. Am 6. Dezember 1943 marschierten sowjetische Truppen erneut in die Stadt ein.
Im Jahr 1989 lebten hier 102.611 Einwohner.
Im Jahr 2013 lebten hier 82.819 Einwohner.

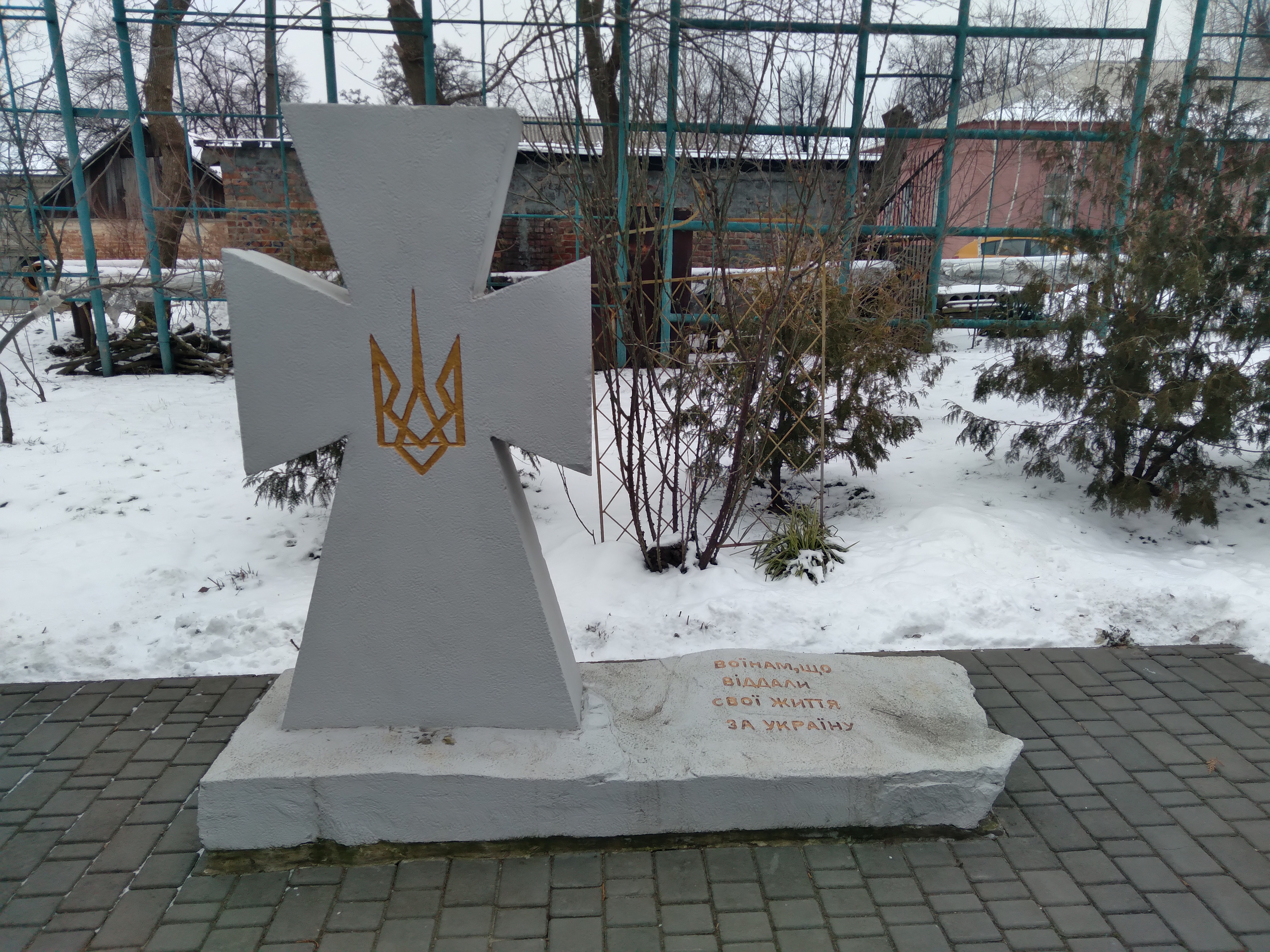
Ein Denkmal für die Helden des russisch-ukrainischen Krieges

Während des Krieges in der Ostukraine starben 24 Menschen aus Alexandria, zu deren Ehren am Unabhängigkeitstag 2017 ein Denkmal in Form eines Kreuzes mit Dreizack eröffnet wurde. Während der Russischen Invasion in der Ukraine, am 15. April 2022, um 22:26 Uhr, schlugen die Russen mit zwei Raketen die Infrastruktur des Flugplatzes der Stadt ein. Später berichteten der Vorsitzende des Kirowohrader Regionalrats, Andriy Raikovych, und der Bürgermeister von Oleksandrija, Serhiy Kuzmenko, dass es bei dem Angriff Tote und Verletzte gegeben habe.
Im Jahr 2023, am Unabhängigkeitstag, wurde die Gedenkallee für die im russisch-ukrainischen Krieg Getöteten eröffnet.

## Bevölkerungsentwicklung
Quellen:
1897: 
1919: 
1959: 
1970: 
1979–2015: 

## Sport

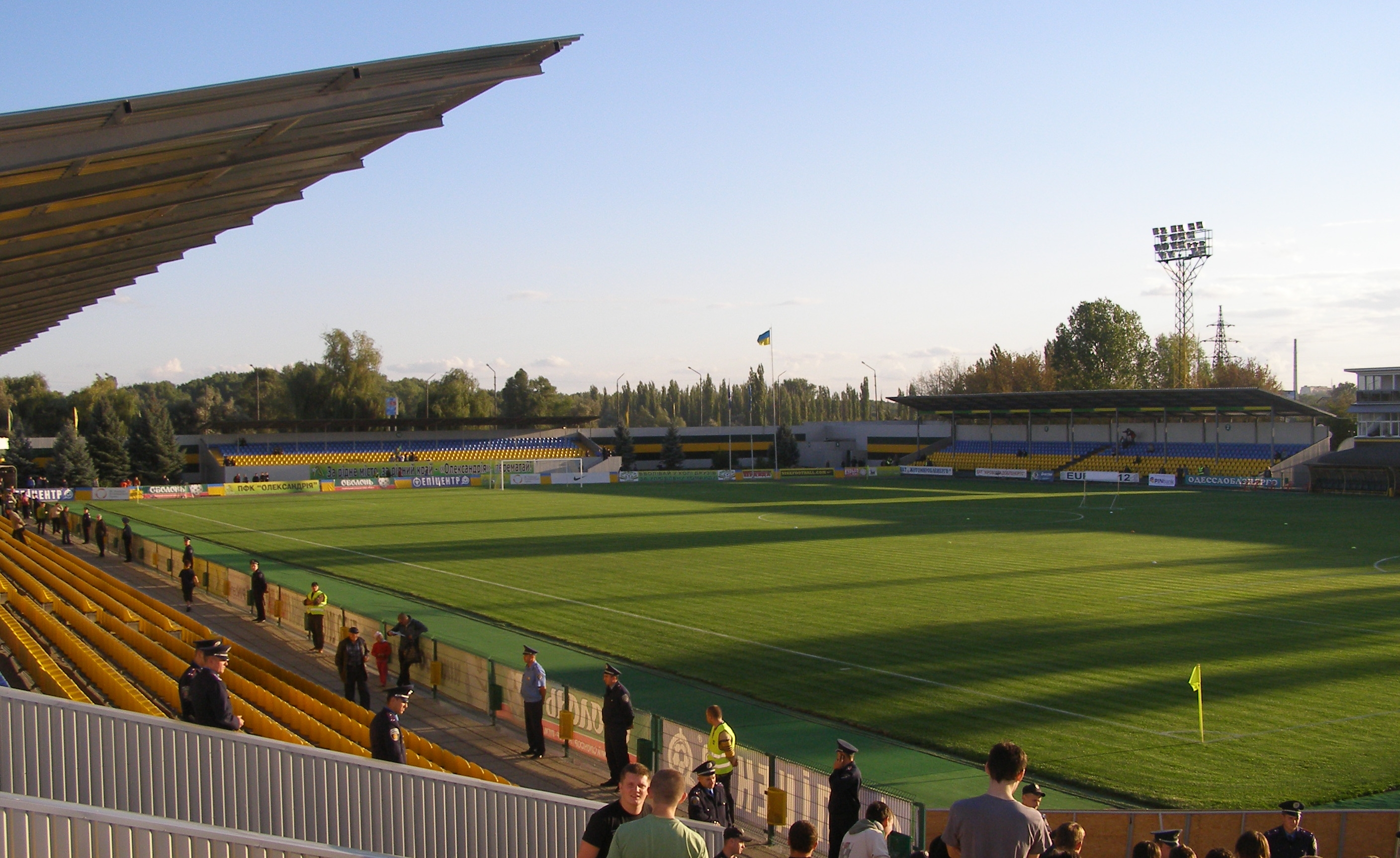
Heimstadion des FK Oleksandrija

Im Fußball wird die Stadt durch den Verein FK Oleksandrija vertreten, der, nachdem er in der Saison 2011/2012 in der höchsten Spielklasse im ukrainischen Fußball, der Ukrainischen Premjer-Liha spielte, in der Saison 2012/2013 wieder in der zweithöchsten Liga, der Perscha Liha spielt. 2015 gelang der erneute Aufstieg in die höchste ukrainische Liga.

## Söhne und Töchter der Stadt
- Sholom Secunda (1894–1974), jüdischer Musiker, Komponist
- Dmitrij Tschižewskij (1894–1977), deutscher Slawist, Philosoph und Kulturwissenschaftler russisch-ukrainischer Herkunft
- Pjotr Koschewoi (1904–1976), Marschall der Sowjetunion
- Leonid Popow (* 1945), sowjetischer Kosmonaut
- Jurij Krawtschenko (1951–2005), Politiker
- Ihor Nassalyk (* 1962), Politiker
- Hryhorij Missjutin (* 1970), Turner
- Ihor Schewtschenko (* 1971), ukrainischer Politiker
- Artem Poljarus (* 1992), Fußballspieler